# 虹桥街道 (上海市)
虹桥街道，是中华人民共和国上海市長寧區下辖的一个街道（乡级行政区）。面积4.07平方公里，由原上海县虹桥乡划出为开发区而来。户籍人口4.60万人（2008年）。
该街道进内有上海虹桥经济技术开发区，为国家级开发区。辖区内虹桥开发区和古北新社区合称为“新虹桥”。

## 行政区划
虹桥街道下辖以下居委会：
安东社区、何家角社区、长顺社区、新顺社区、长虹社区、虹南社区、虹桥社区、爱建社区、伊犁社区、虹储社区、虹许社区、虹梅社区、虹东社区、中山社区、虹欣社区、古北荣华第一社区、古北荣华第二社区、古北荣华第三社区、古北荣华第四社区和虹桥经济技术开发区社区。